# Scye (rzeka)
Scye – rzeka we Francji, przepływająca przez teren departamentu Manche, o długości 26,5 km. Stanowi dopływ rzeki Douve.